# Piotr Zrada
Piotr Zrada (ur. 3 stycznia 1984 w Ornecie) – polski lekkoatleta, sprinter, wielokrotny medalista Mistrzostw Polski. Zawodnik klubu LUKS Orneta, gdzie jego trenerem był Leszek Makowski. Obecnie trener lekkiej atletyki.

## Osiągnięcia[1]
- Mistrzostwa Polski Młodzików (Bydgoszcz 1999): 600 m – złoty medal (rekord Polski)
- Mistrzostwa świata juniorów młodszych (Debreczyn 2001): – sztafeta 100-200-300-400 m -  złoty medal i rekord świata
- Europejskie Igrzyska Młodzieży (Murcia 2001): 400 m – złoty medal
- Mistrzostwa Polski juniorów (Bielsko-Biała 2002): 400 m – złoty medal
- Mistrzostwa świata juniorów (Kingston 2002): 400 m –  finalista, 8 miejsce i sztafeta 4 x 400 m – 4 miejsce
- Mistrzostwa Europy juniorów (Tampere 2003): 400 m – finalista, 4 miejsce
- Młodzieżowe mistrzostwa Europy (Erfurt 2005): 400 m – finalista, 8 miejsce i 4 x 400 m – złoty medal

## Rekordy życiowe
- 100 m - 10,84
- 150 m - 15,67
- 200 m - 21,34
- 300 m - 33,36
- 400 m - 46,27
- 500 m - 1:01,67